# Copa Davis de 1984
A Copa Davis de 1984 foi a 73ª edição da principal competição do tênis masculino. No grupo mundial, 16 equipes disputaram a competição, que terminou no dia 18 de dezembro de 1984. No total, 62 times participaram do torneio. 

## Grupo Mundial
| Equipes Participantes | Equipes Participantes | Equipes Participantes | Equipes Participantes |
| Alemanha Ocidental    | Argentina             | Austrália             | Dinamarca             |
| Equador               | Estados Unidos        | França                | Índia                 |
| Itália                | Iugoslávia            | Nova Zelândia         | Paraguai              |
| Reino Unido           | Romênia               | Suécia                | Tchecoslováquia       |
| --------------------- | --------------------- | --------------------- | --------------------- |

### Jogos
|  | 1ª fase 24-26 de fevereiro      | 1ª fase 24-26 de fevereiro      |                          |   | Quartas-de-finais 13-15 de julho | Quartas-de-finais 13-15 de julho |  |  | Semi-finais 28-30 de setembro | Semi-finais 28-30 de setembro |  |  | Final 16-18 de dezembro | Final 16-18 de dezembro |
|  |                                 |                                 |                          |   |                                  |                                  |  |  |                               |                               |  |  |                         |                         |
|  | Perth, Austrália                |                                 |                          |   |                                  |                                  |  |  |                               |                               |  |  |                         |                         |
|  |                                 |                                 |                          |   |                                  |                                  |  |  |                               |                               |  |  |                         |                         |
|  | Austrália                       | 5                               |                          |   |                                  |                                  |  |  |                               |                               |  |  |                         |                         |
|  | Austrália                       | 5                               | Brisbane, Austrália      |   |                                  |                                  |  |  |                               |                               |  |  |                         |                         |
|  | Iugoslávia                      | 0                               |                          |   |                                  |                                  |  |  |                               |                               |  |  |                         |                         |
|  | Iugoslávia                      | 0                               | Austrália                | 5 |                                  |                                  |  |  |                               |                               |  |  |                         |                         |
|  | Telford, Reino Unido            |                                 | Austrália                | 5 |                                  |                                  |  |  |                               |                               |  |  |                         |                         |
|  |                                 | Itália                          | 0                        |   |                                  |                                  |  |  |                               |                               |  |  |                         |                         |
|  | Itália                          | Itália                          | 0                        | 3 |                                  |                                  |  |  |                               |                               |  |  |                         |                         |
|  | Itália                          |                                 | Portland, Estados Unidos | 3 |                                  |                                  |  |  |                               |                               |  |  |                         |                         |
|  | Reino Unido                     | 2                               |                          |   |                                  |                                  |  |  |                               |                               |  |  |                         |                         |
|  | Reino Unido                     | 2                               | Austrália                | 1 |                                  |                                  |  |  |                               |                               |  |  |                         |                         |
|  | Stuttgart, Alemanha Ocidental   |                                 | Austrália                | 1 |                                  |                                  |  |  |                               |                               |  |  |                         |                         |
|  |                                 | Estados Unidos                  | 4                        |   |                                  |                                  |  |  |                               |                               |  |  |                         |                         |
|  | Argentina                       | Estados Unidos                  | 4                        | 4 |                                  |                                  |  |  |                               |                               |  |  |                         |                         |
|  | Argentina                       | Atlanta, Estados Unidos         |                          | 4 |                                  |                                  |  |  |                               |                               |  |  |                         |                         |
|  | Alemanha Ocidental              | 1                               |                          |   |                                  |                                  |  |  |                               |                               |  |  |                         |                         |
|  | Alemanha Ocidental              | 1                               | Argentina                | 0 |                                  |                                  |  |  |                               |                               |  |  |                         |                         |
|  | Bucareste, Romênia              |                                 | Argentina                | 0 |                                  |                                  |  |  |                               |                               |  |  |                         |                         |
|  |                                 | Estados Unidos                  | 5                        |   |                                  |                                  |  |  |                               |                               |  |  |                         |                         |
|  | Estados Unidos                  | Estados Unidos                  | 5                        | 5 |                                  |                                  |  |  |                               |                               |  |  |                         |                         |
|  | Estados Unidos                  |                                 | Gotemburgo, Suécia       | 5 |                                  |                                  |  |  |                               |                               |  |  |                         |                         |
|  | Romênia                         | 0                               |                          |   |                                  |                                  |  |  |                               |                               |  |  |                         |                         |
|  | Romênia                         | 0                               | Estados Unidos           | 1 |                                  |                                  |  |  |                               |                               |  |  |                         |                         |
|  | Hradec Králové, Tchecoslováquia |                                 | Estados Unidos           | 1 |                                  |                                  |  |  |                               |                               |  |  |                         |                         |
|  |                                 | Suécia                          | 4                        |   |                                  |                                  |  |  |                               |                               |  |  |                         |                         |
|  | Dinamarca                       | Suécia                          | 4                        | 0 |                                  |                                  |  |  |                               |                               |  |  |                         |                         |
|  | Dinamarca                       | Hradec Králové, Tchecoslováquia |                          | 0 |                                  |                                  |  |  |                               |                               |  |  |                         |                         |
|  | Tchecoslováquia                 | 5                               |                          |   |                                  |                                  |  |  |                               |                               |  |  |                         |                         |
|  | Tchecoslováquia                 | 5                               | Tchecoslováquia          | 3 |                                  |                                  |  |  |                               |                               |  |  |                         |                         |
|  | Nova Déli, Índia                |                                 | Tchecoslováquia          | 3 |                                  |                                  |  |  |                               |                               |  |  |                         |                         |
|  |                                 | França                          | 2                        |   |                                  |                                  |  |  |                               |                               |  |  |                         |                         |
|  | Índia                           | França                          | 2                        | 1 |                                  |                                  |  |  |                               |                               |  |  |                         |                         |
|  | Índia                           |                                 | Båstad, Suécia           | 1 |                                  |                                  |  |  |                               |                               |  |  |                         |                         |
|  | França                          | 4                               |                          |   |                                  |                                  |  |  |                               |                               |  |  |                         |                         |
|  | França                          | 4                               | Tchecoslováquia          | 0 |                                  |                                  |  |  |                               |                               |  |  |                         |                         |
|  | Christchurch, Nova Zelândia     |                                 | Tchecoslováquia          | 0 |                                  |                                  |  |  |                               |                               |  |  |                         |                         |
|  |                                 | Suécia                          | 5                        |   |                                  |                                  |  |  |                               |                               |  |  |                         |                         |
|  | Paraguai                        | Suécia                          | 5                        | 3 |                                  |                                  |  |  |                               |                               |  |  |                         |                         |
|  | Paraguai                        | Båstad, Suécia                  |                          | 3 |                                  |                                  |  |  |                               |                               |  |  |                         |                         |
|  | Nova Zelândia                   | 2                               |                          |   |                                  |                                  |  |  |                               |                               |  |  |                         |                         |
|  | Nova Zelândia                   | 2                               | Paraguai                 | 1 |                                  |                                  |  |  |                               |                               |  |  |                         |                         |
|  | Norrköping, Suécia              |                                 | Paraguai                 | 1 |                                  |                                  |  |  |                               |                               |  |  |                         |                         |
|  |                                 | Suécia                          | 4                        |   |                                  |                                  |  |  |                               |                               |  |  |                         |                         |
|  | Equador                         | Suécia                          | 4                        | 1 |                                  |                                  |  |  |                               |                               |  |  |                         |                         |
|  | Equador                         |                                 |                          | 1 |                                  |                                  |  |  |                               |                               |  |  |                         |                         |
|  | Suécia                          | 4                               |                          |   |                                  |                                  |  |  |                               |                               |  |  |                         |                         |
|  | Suécia                          | 4                               |                          |   |                                  |                                  |  |  |                               |                               |  |  |                         |                         |

### Final
| Suécia 4 | Scandinavium, Gotemburgo, Suécia 16 de dezembro - 18 de dezembro saibro indoor | Scandinavium, Gotemburgo, Suécia 16 de dezembro - 18 de dezembro saibro indoor | Estados Unidos 1 |     |     |     |   |  |
| \| \| \| \| 1 \| 2 \| 3 \| 4 \| 5 \| \| \| - \| \| ---------------------------------------------------------- \| ----- \| --- \| --- \| --- \| - \| \| \| 1 \| \| Mats Wilander Jimmy Connors \| 6 1 \| 6 3 \| 6 3 \| \| \| \| \| 2 \| \| Henrik Sundström John McEnroe \| 13 11 \| 6 4 \| 6 3 \| \| \| \| \| 3 \| \| Stefan Edberg / Anders Järryd Peter Fleming / John McEnroe \| 7 5 \| 5 7 \| 6 2 \| 7 5 \| \| \| \| 4 \| \| Mats Wilander John McEnroe \| 3 6 \| 7 5 \| 3 6 \| \| \| \| \| 5 \| \| Henrik Sundström Jimmy Arias \| 3 6 \| 8 6 \| 6 3 \| \| \| \| |                                                                                |                                                                                |                  |     |     |     |   |  |
| |                                                                                |                                                                                | 1                | 2   | 3   | 4   | 5 |  |
| 1 | Suécia · Estados Unidos                                                        | Mats Wilander Jimmy Connors                                                    | 6 1              | 6 3 | 6 3 |     |   |  |
| 2 | Suécia · Estados Unidos                                                        | Henrik Sundström John McEnroe                                                  | 13 11            | 6 4 | 6 3 |     |   |  |
| 3 | Suécia · Estados Unidos                                                        | Stefan Edberg / Anders Järryd Peter Fleming / John McEnroe                     | 7 5              | 5 7 | 6 2 | 7 5 |   |  |
| 4 | Suécia · Estados Unidos                                                        | Mats Wilander John McEnroe                                                     | 3 6              | 7 5 | 3 6 |     |   |  |
| 5 | Suécia · Estados Unidos                                                        | Henrik Sundström Jimmy Arias                                                   | 3 6              | 8 6 | 6 3 |     |   |  |

### Campeão
| Copa Davis de 1984       |
| ------------------------ |
| SUÉCIA Campeão 2º título |

## Grupos Regionais

### Repescagem
As partidas da repescagem aconteceram entre os dias 28 e 30 de setembro, entre os perdedores da 1ª rodada do Grupo Mundial.
| Local                                 | Time local         | Placar | Visitante     |
| ------------------------------------- | ------------------ | ------ | ------------- |
| Dinamarca - Aarhus                    | Dinamarca          | 2-3    | Índia         |
| Equador - Guaiaquil                   | Equador            | 4-1    | Nova Zelândia |
| Reino Unido - Eastbourne              | Reino Unido        | 1-4    | Iugoslávia    |
| Alemanha Ocidental - Berlim Ocidental | Alemanha Ocidental | 5-0    | Romênia       |

### Zona das Américas
- Brasil
- Canadá
- Caribe Ocidental
- Chile
- Colômbia
- México
- Peru
- Uruguai
- Venezuela

### Zona do Leste/Oriental
- China
- Taipé Chinês
- Hong Kong
- Indonésia
- Japão
- Malásia
- Paquistão
- Filipinas
- Singapura
- Coreia do Sul
- Sri Lanka
- Tailândia

### Zona da Europa/África
| Zona A - Áustria - Grécia - Israel - Líbano - Mónaco - Noruega - Polônia - Portugal - Senegal - União Soviética - Suíça - Tunísia - Zimbábue | Zona B - Argélia - Bélgica - Bulgária - Egito - Finlândia - Hungria - Irlanda - Luxemburgo - Marrocos - Países Baixos - Espanha - Turquia |

## Ligações Externas
(em inglês) Site Oficial